# Quai de Bondy
Le quai de Bondy est une voie publique située dans le 5e arrondissement de Lyon, en France.

## Situation et accès
Il se trouve en rive droite de la Saône, entre le quai Romain-Rolland au sud et au niveau de la place Ennemond-Fousseret et le quai Pierre-Scize au nord au niveau de la place Gerson, en face de la passerelle Saint-Vincent. Il est desservi par le pont de la Feuillée, qui le relie au 1er arrondissement.

## Origine du nom

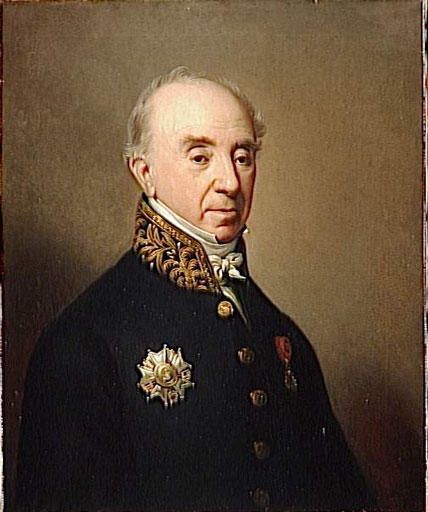
Pierre-Marie Taillepied, comte de Bondy, par Irma Martin, d'après Franz Xaver Winterhalter

Le quai porte le nom de Pierre-Marie Taillepied, comte de Bondy, né à Paris en 1766 et mort en 1847 qui fut préfet du Rhône de 1810 à 1814. C'est durant ses fonctions que fut constitué le quai actuel. Ce nom est attribué le 21 juin 1811 (délibération municipale).

## Historique

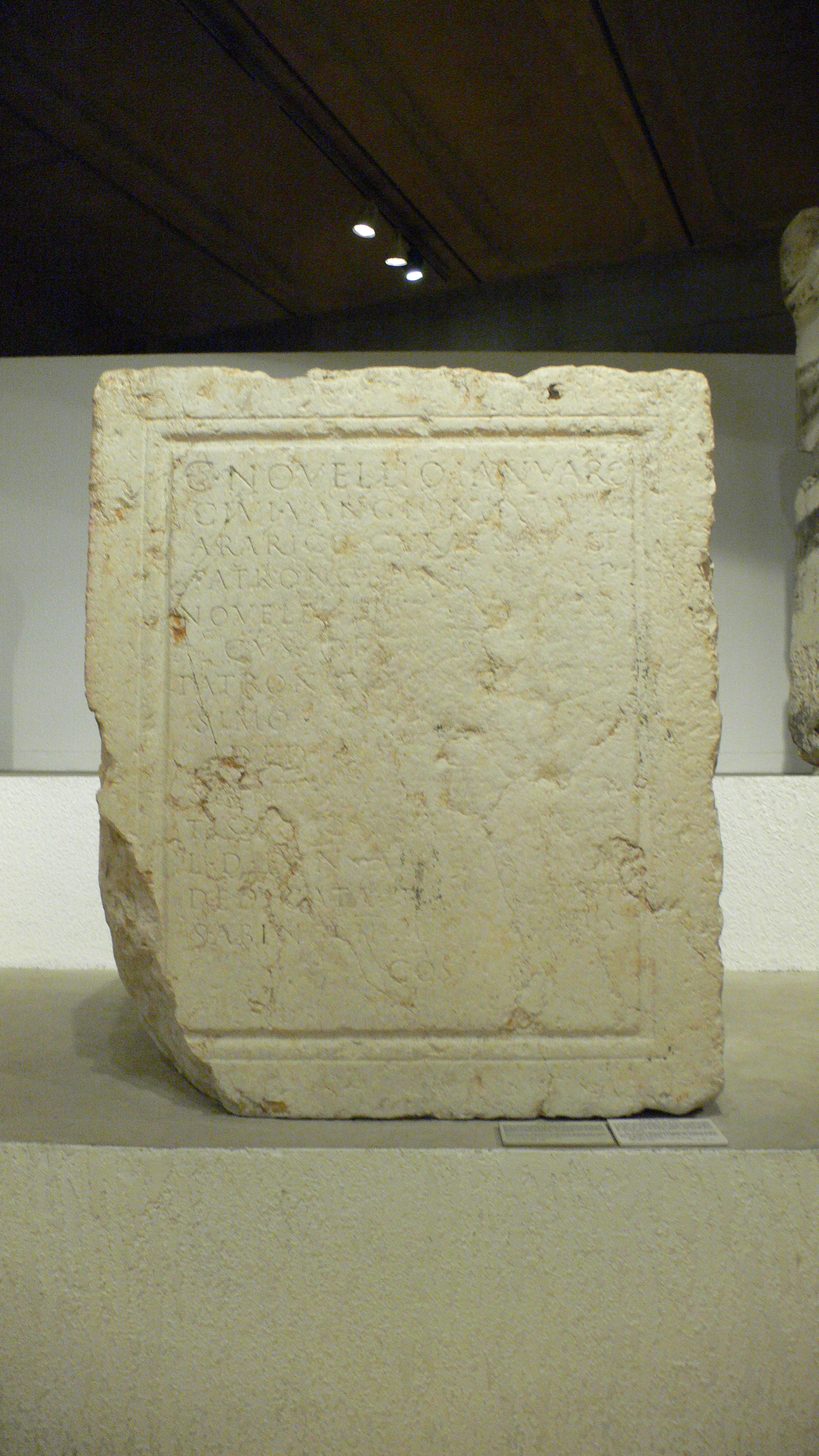
Dé de piédestal à Caius Novellius Januarius, musée gallo-romain de Fourvière, trouvé quai de Bondy en 1873,.

Plattes sur les berges de la Saône quai de Bondy.

Durant l'Antiquité, le site fait partie des rives de Saône, sous la ville romaine de Lugdunum, l'actuelle Lyon. Plusieurs éléments antiques datant de l'époque romaine ont été trouvés quai de Bondy :
- le dé d'un piédestal à Caius Novellius Januarius de la cité des Vangions, un batelier sur la Saône. Ce dé daté de 216 a été découvert en 1873 en remploi du mort d'écurie de l'hôtel des Trois Ambassadeurs[3] ;
- un cippe portant une inscription funéraire en l'honneur de Severia Philumena[3] ;
- des estampilles d'amphores conservées au musée gallo-romain de Fourvière[3] ;
- une inscription incomplète mentionnant le Ségusiave Caius Ulattius[3].

Au XVIe siècle, la rue porte le nom de rue de la Saulnerie, en raison des marchands sauniers installés dans la rue.
En 1540, le plafond des chambres de l'auberge du Porcelet s'effondre causant la mort de trois gentilshommes bourguignons, de Sénécé, de Corberon et de Sarcy ; cet épisode a donné lieu à plusieurs textes, dont un attribué à Maurice Scève :
Trois Adonis, dans leur jeunesse verte

Gisent ici : Lyon pleure leur perte.

Hélas ! chez toi comme sans nul remords

Ils discouraient, un porcellet farouche,

Les surprenant, la nuit, dedans leur couche,

Les enterra devant qu'ils fussent morts.
Cette même auberge du Porcelet abrita les partisans de la démolition de la citadelle de Lyon, rasée en 1585, connus comme les pourcelets ligueurs de Lyon.
Avant la constitution du quai au début du XIXe siècle, la rue porte le nom de rue de Flandre et est bordée de maisons entre la rue et la Saône. La construction des quais de Saône débute véritablement avec la Révolution française et les destructions qu'elle entraîne, à l'exception d'une petite portion du quai de la Baleine constituée dès 1674. Le quai actuel, du pont du Change, détruit en 1974 et le quartier de Bourgneuf, aujourd'hui le quai Pierre-Scize, est mis en adjudication le 27 juillet 1811 pour 341 000 francs par le comte de Bondy, préfet du Rhône, qui lui donne son nom.
En septembre 1831, le pont la Feuillée est construit, permettant de relier le quai de Bondy à la Presqu'île, centre de Lyon.

## Bâtiments remarquables et lieux de mémoire
- No 2 : maison style XVe siècle ;
- No 7 : maison du Chapeau rouge ou hôtel du Louvre ;
- No 8 : maison du XVe siècle abritant un escalier à vis ;
- No 18 : le palais Bondy, abritant deux salles de spectacle dont la salle Molière, édifié de 1902 et 1904 par l'architecte Eugène Huguet ;
- Nos 22 à 24 : maisons du XVIIe siècle ;
- No 25 : emplacement de la Galerie K, galerie d'art ouverte par le poète Roger Kowalski et sa femme Colette en 1974, quelques mois avant sa mort, et qui ferma ses portes en 1989.

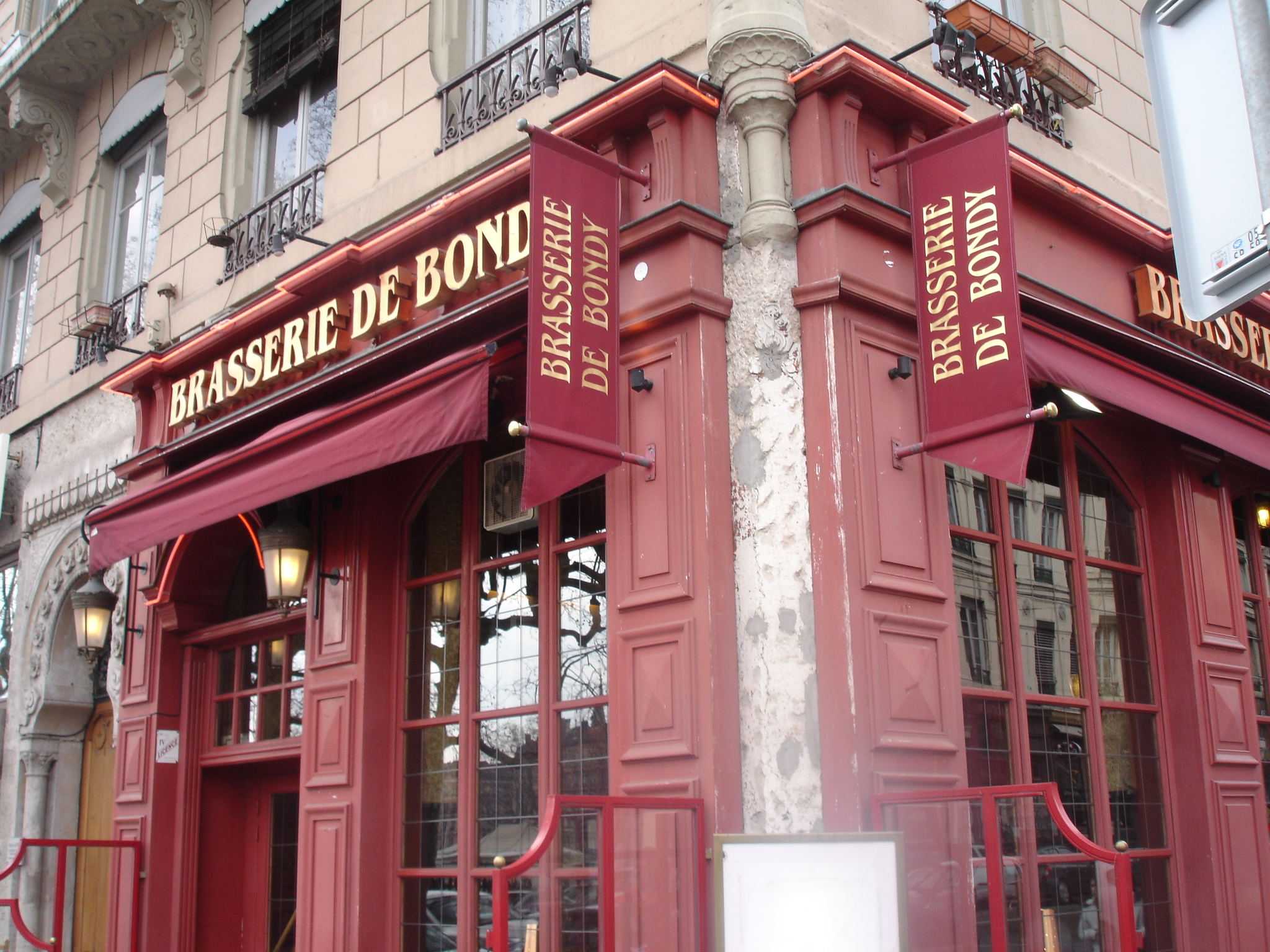
Ancienne brasserie de Bondy, à l'angle du quai et de la rue Octavio-Mey.
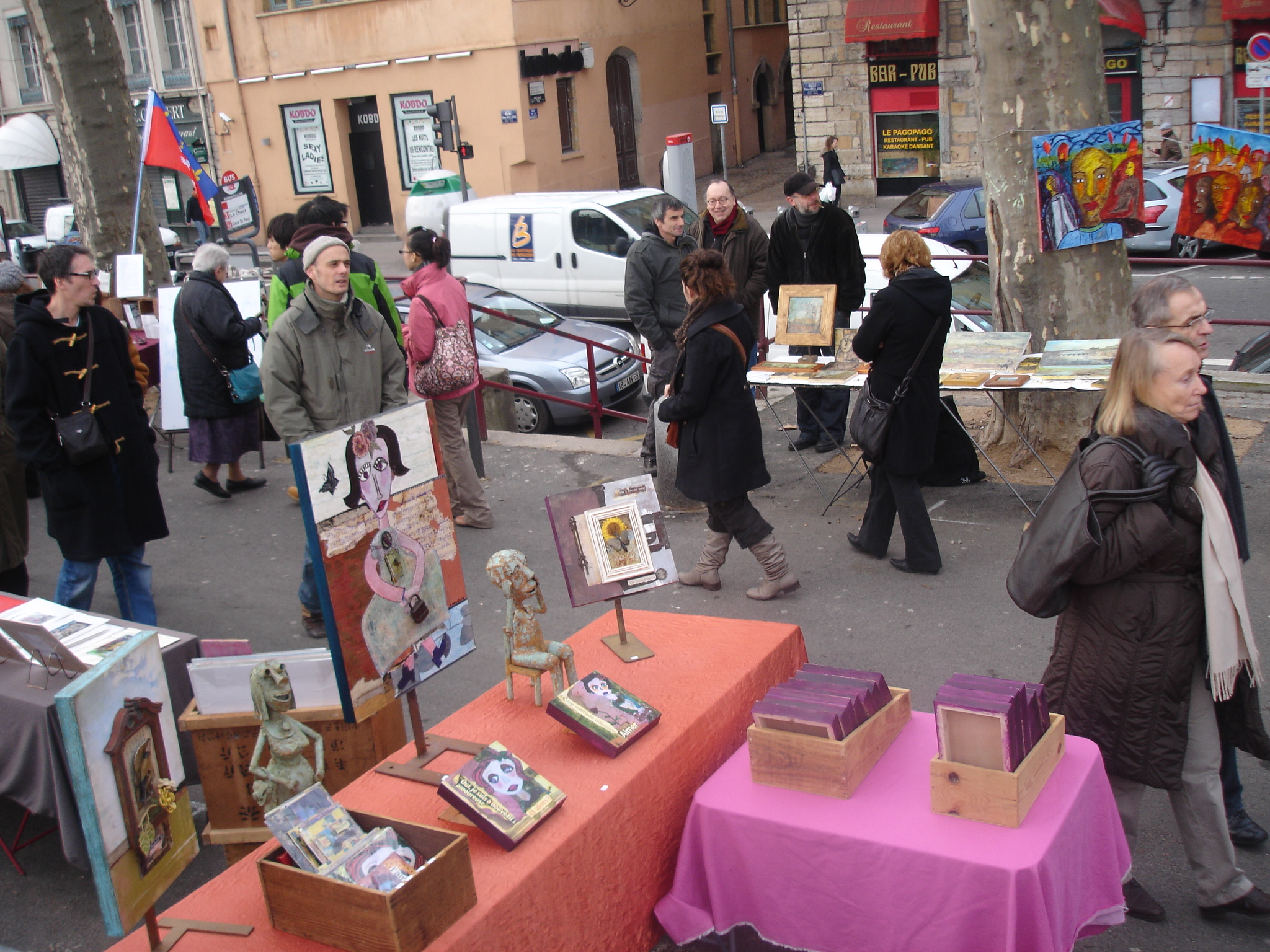
Le marché de la création, un marché d'art, a lieu tous les dimanches matin sur le quai.
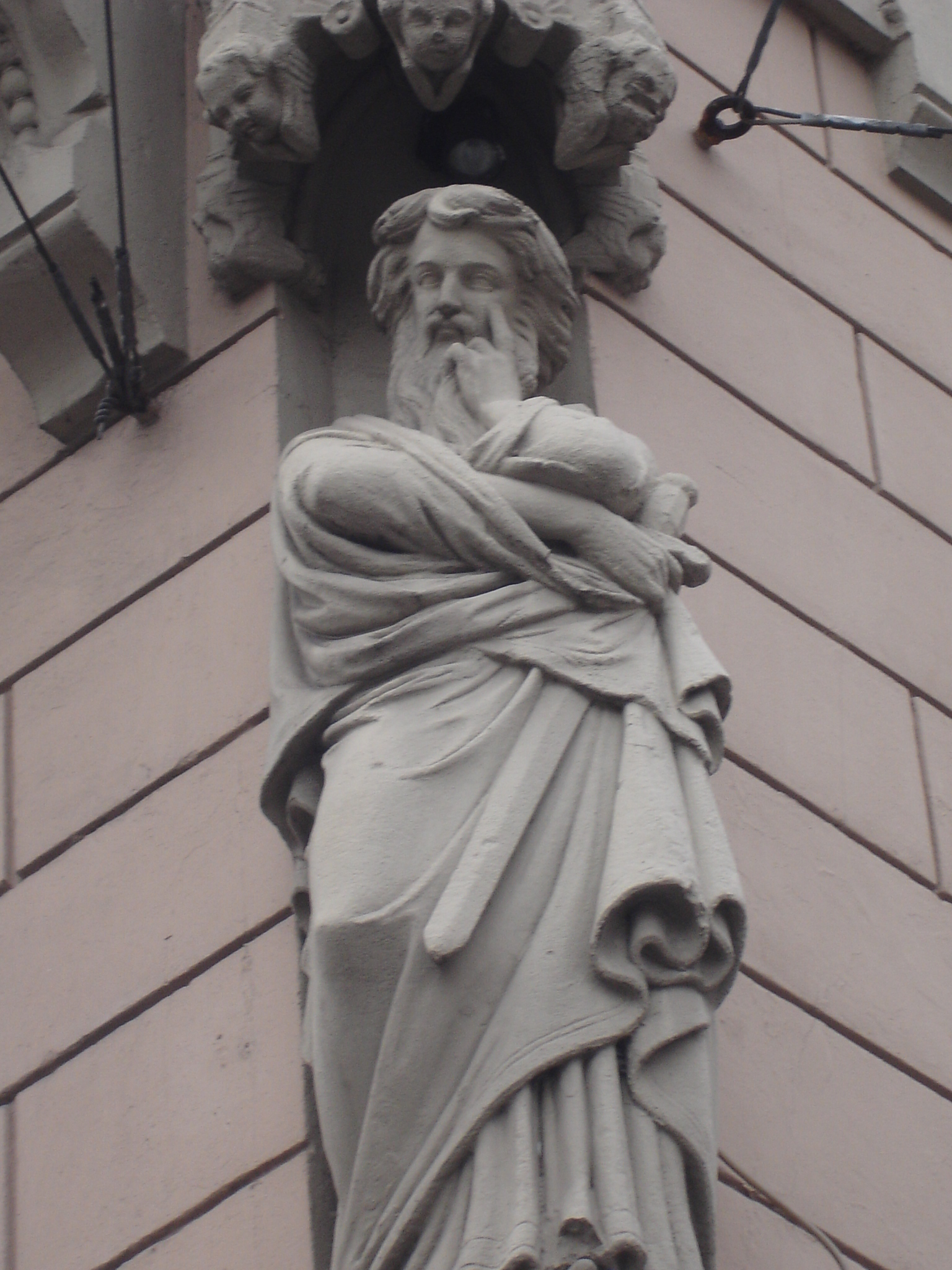
Une statue de l'apôtre Paul, pensif.
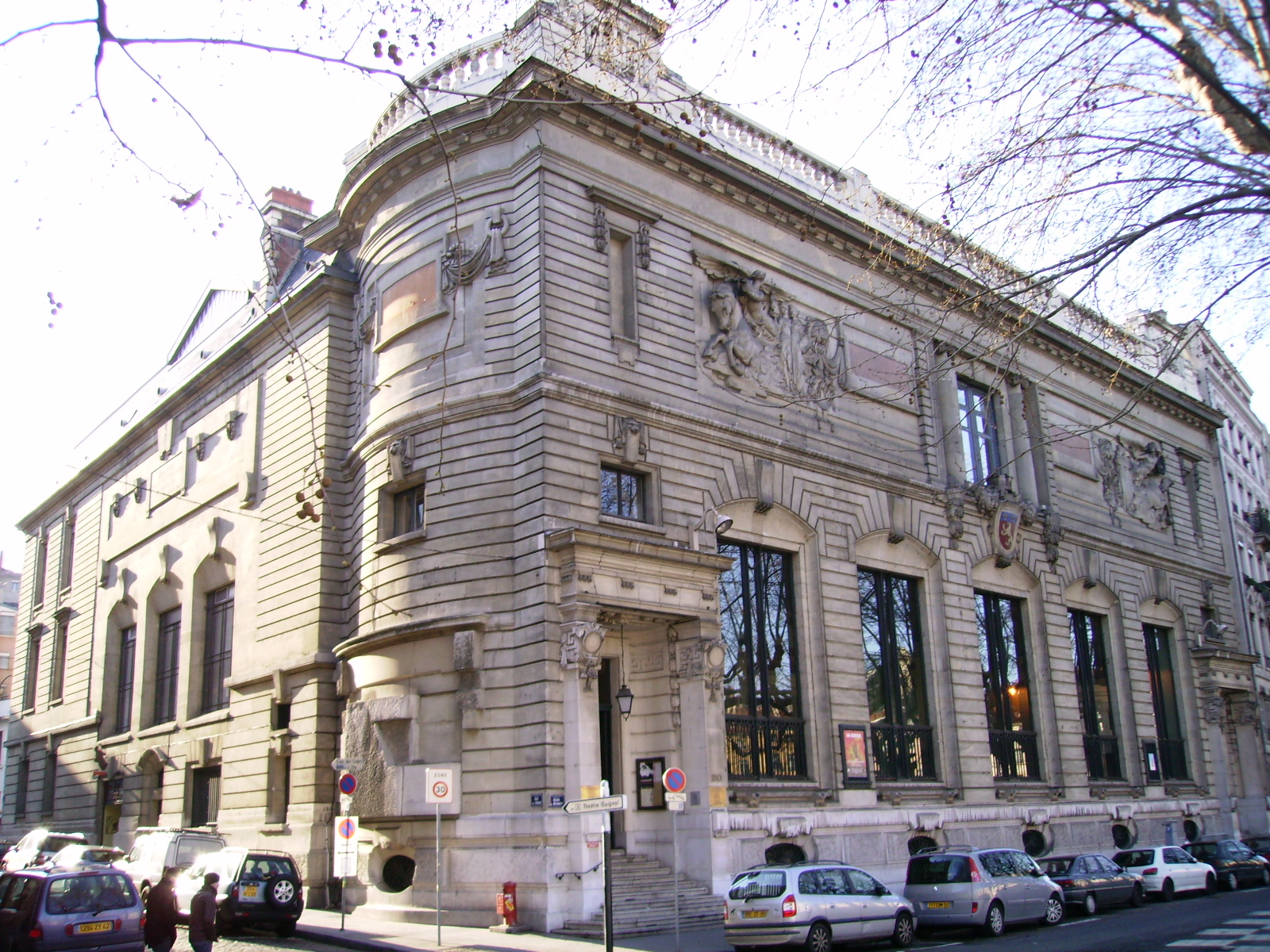
Palais Bondy au 18 du quai de Bondy.